# Obi-Wan Kenobi
Obi-Wan Kenobi George Lucas Csillagok háborúja univerzumának szereplője. Az előzmény trilógiában Ewan McGregor, az eredeti trilógiában Alec Guinness alakítja.

## Életútja
|  | Alább a cselekmény részletei következnek! |

### Baljós árnyak
Az ifjú Obi-Wan Qui-Gon Jinn Jedi mester tanítványa volt a Galaktikus Köztársaság idejében.
Amikor a Kereskedelmi Szövetség blokád alá vette a Naboo bolygót, a köztársaság főkancellárja követekként odaküldte őket. A tárgyalás sikertelensége után rövid tűzharcba keveredtek a Padmé Amidala királynőt őrző szövetségi droidokkal, majd megszöktették az uralkodónőt, és a királyi űrhajón Coruscant felé vették útjukat. Közben le kellett szállniuk a félreeső Tatuin bolygón, mert űrhajójuk megsérült, itt találkoztak először Anakin Skywalkerrel, akiről Qui-Gon úgy vélte, ő a Kiválasztott. Obi-Wan sosem szívelte, hogy mestere meggondolatlanul és szenvedélyesen pátyolgat idegen életformákat, ezért némi gyanakvással fogadta, amikor Qui-Gon magához vette a fiút. 
Coruscanti tárgyalásaik eredménytelenségét követően részt vettek a Naboo visszafoglalásában, amikor is Obi-Wan legyőzte mestere gyilkosát, a sith Darth Mault, és megígérte a haldokló Qui-Gonnak, hogy Jedi lovagot farag az ifjú Skywalkerből, akár a Jedi Tanács döntése ellenére is. A nagytiszteletű testület legbölcsebb tagjuk, Yoda ellenvetésétől függetlenül megadta az engedélyt Obi-Wan számára.
A következő tíz évben Anakin és Obi-Wan számos kalandot vészeltek át együtt a klónháborúk ideje alatt, a Jedi Tanács megbízásából sokszor helyreállították a Galaktikus Köztársaság békéjét.

### A klónok támadása

Obi-Wan Kenobi A klónok támadása c. filmben (Ewan McGregor)

Ezután azonban merényletet követtek el Padmé Amidala ellen – aki időközben szenátor lett –, és a Jedi Tanács Obi-Want és Anakint rendelte mellé testőrnek. Kenobi azonban túllépve hatáskörén, felfedezi, hogy egy peremvidéki bolygón, a Kaminón titokzatos klónhadsereg van születőben. Személyesen utazik el a planétára, és szemügyre veszi az alakulatokat, amelyek a közelgő polgárháborúban a Köztársaság oldalát erősítik majd a szeparatista erők ellen. A Geonosis bolygón Kenobi ismét találkozik Anakinnel és Padmé Amidalával, akik időközben fogságba estek. Dooku gróf, a szeparatisták titokzatos vezetője, a renegát Jedi egy óriási arénában kívánja kivégeztetni őket. Mielőtt erre sor kerülne, kétszáz Jedi lepi el az amfiteátrumot, majd megérkeznek az első klónegységek is, hogy vereséget mérjenek a szakadárok haderejére.
Obi-Wan és Anakin ezután vállvetve harcolnak a klónháborúban a Köztársaság oldalán, 3 éven keresztül.

### A Sith-ek bosszúja
Erőfeszítéseik igazolódni látszódnak, amikor a háború harmadik évében legyőzik Dooku grófot (Darth Tyranus), és kiszabadítják Palpatine kancellárt fogságából. A klónháború azonban csak álca volt, és Palpatine hamarosan kihasználja a klónsereget a Jedik ellen. Obi-Wan az Utapaun megöli a veszedelmes Grievous tábornokot, majd, miután saját egységei támadják meg, Bail Organa szenátor hajójára, a Tantive IV-re menekül. A Coruscanton ezalatt a Sötét oldalra átállt Anakin Skywalker, Kenobi egykori padawanja lemészárolja a coruscanti jedi növendékeket, a Templom lakóit, Palpatine kancellár pedig, aki később Darth Sidious néven vált ismertté, megalapítja az Első Galaktikus Birodalmat.
Obi-Wan Yodával együtt behatol az üresen hagyott Jedi Templomba, megzavarják a még életben maradt Jediket visszacsalogató hívóüzenetet. Kenobi itt szembesül azzal, hogy Anakin végleg a Sötét oldalt választotta. Yodával megegyeznek, hogy míg Kenobi egykori barátjával ütközik meg, addig bajtársa felkeresi Darth Sidioust. Obi-Wan tudja, hogy Padmé és Anakin régóta szerelmesek egymásba, így a szenátornőtől érdeklődik Anakin holléte felől. Végül Padmé segítségével jut el a Mustafarra, ahol megtalálja a bukott Jedit, és egy hosszadalmas párbaj során legyőzi. Anakin Darth Vader néven születik újjá, és bosszút esküszik Obi-Wan Kenobi ellen.
Obi-Wan ezután a Tatuin bolygón telepedik le, Padmé és Anakin közös fiát, Luke-ot Owen Larsnak, Anakin mostohatestvérére, lányukat, Leiát pedig Bail Organa szenátor gondjaira bízza. Az elkövetkezendő húsz évet tanulással tölti Yoda felhívására Qui-Gon Jinn segítségével. A cél, hogy Obi-Wan Kenobi kitanuljon egy, csak a jedik számára elérhető erőképességet, az erőlélekké válást – erre a képességre később lesz szüksége. Nevét Ben Kenobira változtatja, hogy a sithek ne találjanak rá. Eltelik húsz év…

### Egy új remény
Leia Organa hologramüzenetet küld R2-D2 segítségével Obi-Wannak, arra kérve, hogy mihamarabb juttassa el a robot memóriaegységeibe rejtett terveket az Alderaanra. Obi-Wan tanítványául fogadja Luke Skywalkert, és átadja neki Anakin fénykardját. Azt mondja Luke-nak, hogy apját Darth Vader ölte meg. Ezt követően Obi-Wan, Luke és a robotok elindulnak, hogy egy pilótát keressenek, aki elviszi őket az Alderaanra, majd ráakadnak Han Solo-ra, aki jutalom fejében vállalja a fuvart. Mivel a bolygót időközben megsemmisítették a birodalmiak, a terveket nem tudják eljuttatni a lázadóknak. A halálcsillag pedig beszívja Solo teherszállítóját, de sikerül elrejtőzniük a katonák elől.
Obi-Wan előre megy, és útközben találkozik Darth Vaderrel, hajdani tanítványával, majd párbajozni kezdenek, de ezúttal Vader győzedelmeskedik.

### A Birodalom visszavág
Bár Obi-Wan halott, az Erő segítségével további kapcsolatot tart fenn Luke-kal, további tanulmányok folytatására pedig Yoda mesterhez irányítja őt. Miután Luke, Yoda tanításainak köszönhetően jobban megismeri az Erő útjait, a jövőbe tekintve meglátja barátai, Han Solo és Leia szenvedését, el akar menni a Bespin bolygón lévő Felhővárosba segíteni nekik, de Obi-Wan óva inti, hogy ha haraggal küzd Vader ellen, nemcsak veszíthet, de el is bukhat a sötét oldalra. A bukás nem következik be, de a vereséggel kapcsolatban Obi-Wannak igaza volt, Luke elveszíti egyik karját párbajban. Párviadaluk közben Vader felvilágosítja a fiút arról, hogy ő az apja, és ajánlatot is tesz neki: pusztítsák el az Uralkodót, és uralják ketten a Birodalmat. Luke azonban nem fogadja el a lehetőséget, inkább egy aknába veti magát, ahol egy szellőző beszívja, és kiveti Felhőváros légterébe. Itt a Millennium Falcon legénysége megtalálja, majd elmenekülnek az üldöző birodalmi légierő elől.

### A Jedi visszatér
Luke tudomására jut, hogy igazi apja Darth Vader. Obi-Wan elmeséli a fiúnak, hogy apja Anakin Skywalker, aki hajdanán Jedi volt, és később átállt a sötét oldalra, és felvette a Darth Vader nevet. Továbbá tudomására hozza, hogy annak idején ő rejtette el apja és az Uralkodó elől. Majd választ ad Luke kérdésére, hogy a Yoda által említett „másik Skywalker” a fiú ikerhúga. Luke rájön, hogy az a lány csakis Leia lehet, amit Obi-Wan meg is erősít, de figyelmezteti a fiút, hogy próbálja kontrollálni az érzelmeit, melyeket Vader és az Uralkodó könnyen kihasználhatnak. Később, a Birodalom legyőzése után jelenik meg utoljára, elköszönni régi barátjától: „Az Erő legyen veled, míg legközelebb találkozunk!”
|  | Itt a vége a cselekmény részletezésének! |

## Megszemélyesítői

### Fiatalon
Ewan McGregor skót színész, aki a Trainspotting és a Moulin Rouge! című filmekkel vált igazi nemzetközi sztárrá. A Star Wars előzetes trilógiájában alakította az ifjú Obi-Wan Kenobi szerepét, sokat tanulmányozva a nagy előd, Guinness gesztusait és játékstílusát.

### Idősen
Sir Alec Guinness brit színész, aki a Híd a Kwai folyón című filmért Oscar-díjat nyert. Az angol színjátszás és mozi legendás generációjának tagja. A Star Wars klasszikus trilógiájában játszotta a Jedi mester szerepét, az első megjelent darabban (Egy új remény) nyújtott felejthetetlen alakításáért Oscar-díjra jelölték. Olyan filmek fűződnek még a nevéhez, mint a Betörő az albérlőm, a Doktor Zsivágó, vagy A Római Birodalom bukása.

## Magyar hangja

### Filmek

#### Előzmény trilógia
Az Előzmény trilógia mind három részében (Baljós árnyak, A klónok támadása, A Sith-ek bosszúja) Anger Zsolt adta hangját a karakternek.

#### Eredeti trilógia
Az Új reménynek, három szinkronja készült. Mindegyik szinkronban (1984, 1995, 1997) Szabó Ottó szólaltatta meg a jedit. A következő résznek, A Birodalom visszavágnak is három magyar szinkronja készült. Az elsőben (1981) Bács Ferenc, a másodikban (1995) és a harmadikban (1997) Szabó Ottó volt a hangja. A Jedi visszatérnek szintén három szinkronja készült; az elsőben (1992-93) Bálint György, a másodikban (1995) és a harmadikban (1997), az előző részekhez hasonlóan, Szabó Ottó kölcsönözte a mesternek hangját.

#### Folytatás trilógia
A VII. részben, Az ébredő Erőben, mikor Rey-nek látomása van, akkor hallhatjuk egy kis időre mester hangját, mind fiatalon, mind idősen. Ekkor egyelőre azonosítatlan személyek szinkronizálták. Az utolsó Jedikben a karakter nem szerepelt. A IX. részben, Skywalker korában ismét megszólal mindkét színész hangján.

### Animációs filmek, sorozatok

#### A klónok háborúja (2003-2005)
A II. és a III. között játszódó 3 évados rajzfilm-sorozatban – melyet 2003 és 2005 közt vetítettek – Anger Zsolt volt a fiatal mester magyar hangja.

#### A klónok háborúja (2008)
A 2008-ban bemutatott animációs filmben, mely az első olyan Csillagok háborúja film volt, amit nem a 20th Century Fox forgalmazott, szintén Anger Zsolt szinkronizálta a Jedit.

#### A klónok háborúja (2008-2014, 2019)
A 2008-as Klónok háborúja filmből kinövő, 2008-tól 2014-ig futott sorozat 6 évadot élt meg. Az első évadtól az ötödikig Anger Zsolt, a hatodik évadban már Haagen Imre szólaltatta meg a karaktert.

#### Lázadók (2014-2018)
A III. rész és a IV. rész közt játszódó sorozatban, melynek eddig 4 évada van, az első évadban Anger Zsolt, míg a harmadikban már Haagen Imre szinkronizálja a karaktert.

## Megjelenések

### Filmográfia

#### Filmek
- Csillagok háborúja I: Baljós árnyak (Star Wars Episode 1: The Phantom Menace)
- Csillagok háborúja II: A klónok támadása (Star Wars Episode 2: Attack Of The Clones)
- Csillagok háborúja III: A Sith-ek bosszúja (Star Wars Episode 3: Revenge Of The Sith)
- Csillagok háborúja IV: Egy új remény (Star Wars Episode 4: A New Hope)
- Csillagok háborúja V: A Birodalom visszavág (Star Wars Episode 5: The Empire Strikes Back)
- Csillagok háborúja VI: A jedi visszatér (Star Wars Episode 6: Return Of The Jedi)
- Csillagok háborúja VII: Az ébredő Erő (Star Wars Episode 7: The Force Awakens) (csak hang!)
- Csillagok háborúja IX: Skywalker kora (Star Wars Episode 9: Rise of Skywalker) (csak hang!)

#### Sorozatok
- Obi-Wan Kenobi (Obi-Wan Kenobi)

#### Animációs filmek, sorozatok
- Csillagok háborúja: Klónok háborúja (Star Wars: The Clone Wars (2003 TV series))
- Star Wars: A klónok háborúja (film) (Star Wars: The Clone Wars (film))
- Star Wars: A klónok háborúja (televíziós sorozat) (Star Wars: The Clone Wars (2008 TV series))
- Star Wars: Lázadók (Star Wars: Rebels)

#### Játékok
- Lego Star Wars, mind a 4 játékban
- Star Wars: Battlefront II (2005)
- Star Wars Battlefront: Renegade Squadron
- Star Wars: Obi-Wan
- Star Wars: Episode III – Revenge of the Sith (videójáték)
- Star Wars: The Force Unleashed, multiplayerben és PROXY droid az ő alakját veszi fel
- Star Wars: The Clone Wars – Jedi Alliance
- Star Wars Episode I: Jedi Power Battles
- Star Wars: The Clone Wars – Lightsaber Duels
- Star Wars Battlefront II (2017)

#### Helyek
- Obi-Wan Kenobi utca (Grabowiec, Lengyelországban, Kujávia-pomerániai vajdaság

### Bibliográfia

#### Filmek könyvváltozata
- George Lucas: Csillagok háborúja (Kozmosz Könyvek, 1984 ISBN 963-211-575-9)
- Donald F. Glut: A Birodalom Visszavág (Kozmosz Könyvek, 1981 ISBN 963-211-488-4)
- James Kahn: A Jedi visszatér (Kozmosz Könyvek, 1985 ISBN 963-211-641-0)
- Terry Brooks: Baljós árnyak (Aquila, Debrecen, 1999 ISBN 9636790469)
- R. A. Salvatore: A klónok támadása (Aquila, Budapest, 2002 ISBN 9636791732)
- Matthew Stover: A Sith-ek bosszúja (Aquila, Budapest, 2005 ISBN 9636793085)
- Dave Wolverton: Az ébredő Erő (Egmont-Hungary, Budapest, 2015 ISBN 9636273537)

#### Egyéb könyvek
- James Luceno: A gonosz útvesztője (Szukits, Szeged, 2007 ISBN 9789634971467)
- John Jackson Miller: Kenobi (Szukits, Szeged, 2015 ISBN 9789634973263)
- Steven Barnes: A Cestus csapda (Szukits, Szeged, 2015 ISBN 9789634973324)